# Jenő Huszka

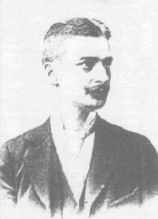
Jenő Huszka 1903

Jenő Huszka [ˈjɛnøː ˈhuskɒ] (* 24. April 1875 in Szeged; † 2. Februar 1960 in Budapest) war ein ungarischer Komponist, bekannt für seine Operetten.

## Leben
Jenő Huszka erlernte das Violinspiel in seiner Heimatstadt, danach studierte von 1883 bis 1896 bei Jenő Hubay Violine und bei János Koessler Komposition an der königlichen Musikakademie in Budapest, gleichzeitig promovierte er auf Wunsch der Eltern in Rechtswissenschaften. Nach dem Studium war er kurze Zeit als Geiger im Pariser Orchestre Lamoureux tätig. Schon 1897 kehrte er nach Budapest zurück und erhielt eine Anstellung am Budapester Kultusministerium, gleichzeitig widmete sich der Komposition. Am 2. September 1899 wurde am Ungarischen Theater Budapest seine erste Operette Tilos a Bemenet uraufgeführt. Neben weiteren 13 Operetten und Singspielen schrieb er zahlreiche Lieder, aber auch diverse Orchesterwerke.
Gleichzeitig engagierte sich Huszka als Musikfunktionär, wo er sich besonders für die Autorenrechte einsetzte. So war er Gründungsmitglied und von 1921 bis 1946 Präsident der ungarischen Rechteverwertungsgesellschaft MARS, ab 1929 auch Vizepräsident des entsprechenden internationalen Dachverbandes CISAC.
Als Huszkas Hauptverdienst gilt (zusammen mit Pongrác Kacsóh) die Schaffung einer eigenständigen ungarischen Operette, die sich musikalisch von französischen und österreichischen Vorbildern freimachte und ein eigenes musikalisches Idiom entwickelte. Zu seinen erfolgreichsten Werken gehörten Bob Herceg (1902), Gül Baba (1905), Lili bárónő (1919) und Erzsébet (1939), die allesamt in Budapest herauskamen, in Ungarn sehr populär wurden, wie auch die Verfilmungen seiner Operetten belegen. Außer Gül Baba (dessen Sujet in Ungarn unter der Türkenherrschaft spielt) wurde jedoch keines seiner Werke in fremde Sprachen übersetzt – sein Erfolg blieb auf Ungarn selbst beschränkt, im Gegensatz zu den ungarischen Komponisten der folgenden Generation wie Emmerich Kálmán oder Paul Abraham, die schon bewusst für den Erfolg am österreichisch-deutschen Markt schrieben und international äußerst populär wurden.

## Werke (Auswahl)
- Tilos a benenet („Eintritt verboten“), Libretto: Adolf Mérei, 1899 Budapest
- Bob herceg („Prinz Bob“); Libretto: Ferenc Martos und Károly Bakonyi, 1902 Budapest
- Aranyvirág („Goldblume“), Libretto: Ferenc Martos, 1903 Budapest
- Gül Baba („Vater der Rosen“), Libretto: Ferenc Martos, 1905 Budapest
- Lili bárónő („Baroness Lili“), Libretto: Ferenc Martos, 1919 Budapest
- Erzsébet („Elisabeth“); Libretto: László Szilágyi, 1939 Budapest
- Mária főhadnagy („Oberleutnant Maria“, über Mária Lebstück), Libretto: László Szilágyi, 1942 Budapest

## Tondokumente
- Délibábos Hortobágyon
- A bugaci határon